# Laurence Milner Robinson
Laurence Milner Robinson (ur. 6 sierpnia 1885 w Catford - zm. 15 września 1957 w Dorking) – brytyjski urzędnik konsularny.

## Życiorys
Był synem duchownego  E.C. Robinsona. Uczęszczał do Marlborough College, Peterhouse College, oraz Cambridge University. W 1912 wstąpił do brytyjskiej służby zagranicznej, pełniąc w niej cały szereg funkcji - wicekonsula w Nowym Jorku (1913-1914), Santos (1914-) i Calais (1920); konsula - w Budapeszcie (1921-1922), jednocześnie delegata w Międzynarodowej Komisji Dunaju, następnie w Europejskiej Komisji Dunaju (European Commission of the Danube, Commission Européenne du Danube), konsula w Monachium (1922-1924); konsula generalnego - Gałaczu (1924-1930), Amsterdamie (1930-1934), Gdańsku (1934-1937), Hamburgu (1937-1939), Bazylei (1939) i Filadelfii (1940-1945), skąd przeszedł na emeryturę.
W 1940 Główny Główny Urząd Bezpieczeństwa Rzeszy RSHA (Reichssicherheitshauptamt) umieścił go na liście osób szczególnie niebezpiecznych dla III Rzeszy.
Został odznaczony Orderem św. Michała i św. Jerzego CMG w 1944. 